# Eduard Geismar
Eduard Osvald Geismar (12. februar 1871 i Randers – 14. maj 1939 i København) var en dansk præst og professor i etik og religionsfilosofi fra 1921 til sin død. Geismar udgav lærebøger i systematiske fag og et værk om Søren Kierkegaard i seks delbind, 1926-28. Han var bror til præsten og forfatteren Oscar Geismar (1877-1950).
Geismar blev student fra Borgerdydskolen i København 1888. Efter teologisk embedseksamen studerede Geismar teologi og filosofi i udlandet, blev 1899 sognepræst i Veggerslev, 1908 ved Sankt Mortens Kirke i Randers, 1917 ved Trinitatis Kirke i København og var fra 1921 professor ved Københavns Universitet.
1903 udgav Geismar Kristendom og Udvikling som var det hidtil mest detaljerede religiøse svar på darwinismen i Danmark, hvor Geismar genfortolkede kristne dogmer med henblik på evolution. Hans liberale syn på darwinismen blev kritiseret; man mente han gav for meget vægt til fritænkernes og naturhistorikernes synspunkter.
Geismar havde tilknytning til Københavns Kirkefond og den kristelige studenterbevægelse, 1919 var han medstifter af Retsforbundet. og udgav 1924 et skrift Retsforbundet.
1926-28 udgav Geismar seks bind om Søren Kierkegaard Livsudvikling og forfattervirksomhed, "... og for første gang blev Kierkegaard taget alvorligt på universitetet; Geismar blev den 'jordemoder' som hjalp noget nyt til verden, med det resultat at det gik ham som Poul Helgesen: hans egne disciple løb fra og vendte sig med frådende forbitrelse imod ham".
Omkring 1925 havde Geismar været med til at introducere Karl Barth og den nye teologiske strømning dialektisk teologi i Danmark. En række unge teologiske kandidater og studenter havde 1926 indledt et opgør med den rådende kirkelighed og kristelighed og dannet et "arbejdsfællesskab" og et tilhørende tidsskrift Tidehverv hvor kritikken af de gamle lærere og den liberale teologi kunne fremføres.
En tidligere huslæge hos Geismar, Hedvig Reinhard (1865-1952), indledte 1927 et angreb i Tiderhverv med artiklen "Askese", og K. Olesen Larsen, der i sine studenterår inspireret af Geismar havde læst Kierkegaard, begyndte også 1927 sit opgør i artiklen "Et Stykke Krigspsykose" (Tidehverv, juni 1927) hvor han lagde afstand til "den gamle generations" tilknytning ved idealistiske træk i kristendom og kultur.
Da Geismar ikke så sig i opposition til den nye generation, kom det bag på ham at den nu afviste ham, og han blev efterhånden isoleret på det teologiske institut. Hans forelæsninger havde i begyndelsen af 1920'erne trukket fulde huse på universitetet; i 1930'erne ".. sad han tilbage som en bitter mand uden tilhørere – tiden var løbet fra hans kristne idealisme".

## Udgivelser
Geismar har blandt andet udgivet:
- Kristendom og Udvikling, 1903, om darwinisme
- Ved Afghanistans Grænse, Teltmissionens Historie til 1917 , 1917
- Søren Kierkegaard, Livsudvikling og Forfattervirksomhed, 1926-28 i seks bind

Desuden om Genesis, religionsfilosofi, etik og religiøse brydninger.